# Delphinium retropilosum
Delphinium retropilosum är en ranunkelväxtart som först beskrevs av Ernst Huth, och fick sitt nu gällande namn av Sambuk. Delphinium retropilosum ingår i släktet storriddarsporrar, och familjen ranunkelväxter. Inga underarter finns listade i Catalogue of Life.